# Hombourg
Hombourg je občina v departmaju Haut-Rhin francoske regije Alzacija.
Leta 2012 je v občini živelo 1.182 oseb oz. 77 oseb/km².